# Iphidamas (Sohn des Antenor)
Iphidamas (altgriechisch Ἰφιδάμας Iphidámas) ist eine Gestalt der griechischen Mythologie.
Er ist der Sohn des Trojaners Antenor und der Tochter des Kisses (oder Kisseus) namens Theano. Erzogen wurde er in Thrakien bei seinem königlichen Großvater, dessen jüngere Tochter und Schwester seiner Mutter er für ein stattliches Brautgeschenk von 100 Rindern heiratete. Mit zwölf Schiffen segelte er bald nach der Hochzeit seiner Heimat im Trojanischen Krieg zu Hilfe. Kaum angekommen, stieß er vor den Mauern Trojas auf Agamemnon und wurde im sich entwickelnden Zweikampf getötet. Um seinen Leichnam entbrannte ein Kampf, der auf der Lade des Kypselos im Heiligtum von Olympia dargestellt war und in dessen Verlauf auch der Bruder des Iphidamas, Koon, von Agamemnon getötet wurde.